# 阿波罗环形山

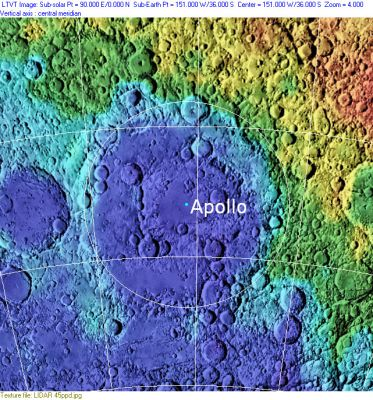
根据克莱门汀号探测器激光高度计绘制的高程图(蓝色标示区为平原、红色是高地)，广袤的平原位于左下方南极-艾托肯盆地盆地中。

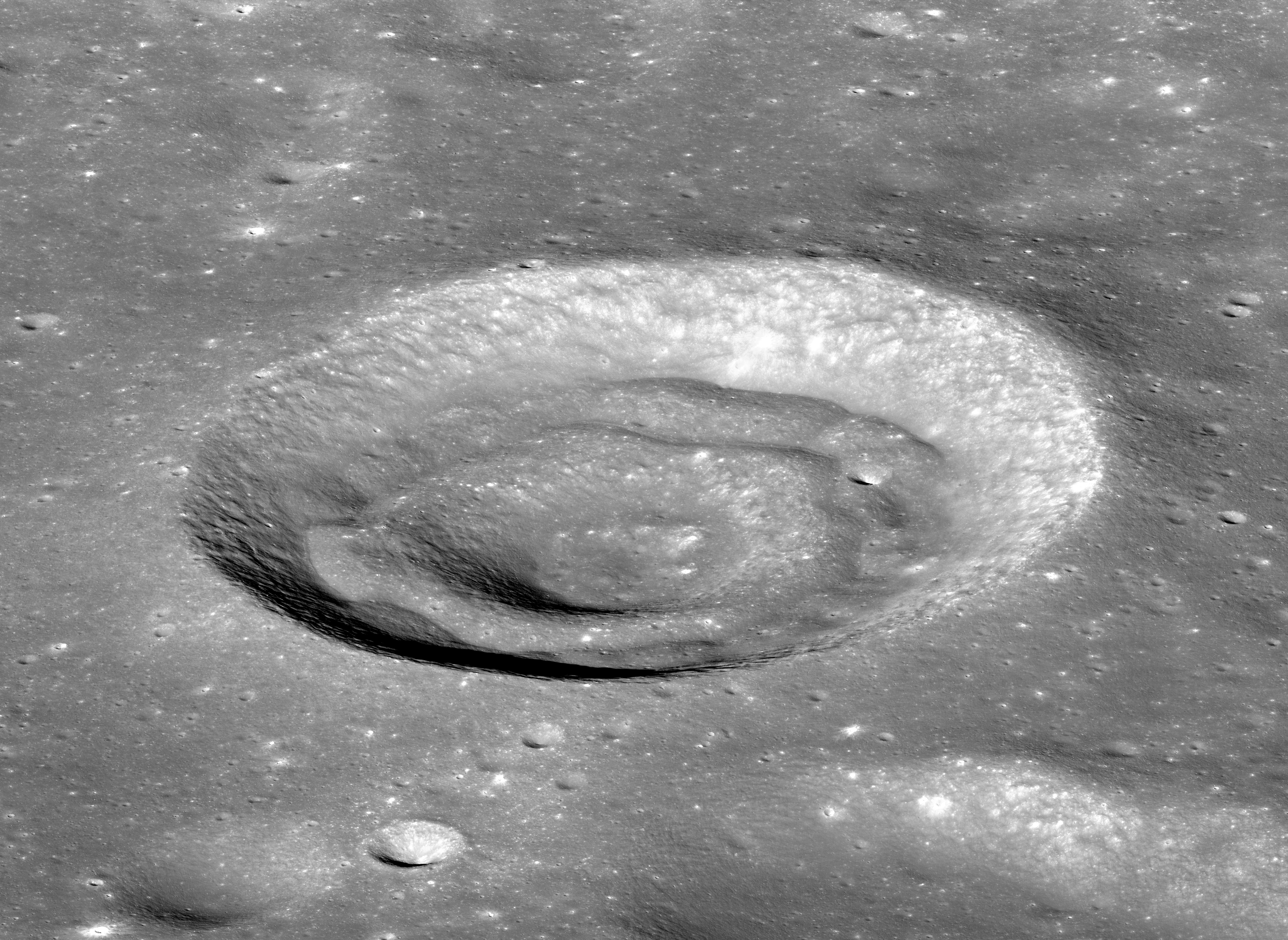
阿波罗环形山坑底北部的同心陨石坑

阿波罗环形山(Apollo)是位于月球背面南半球的一座巨大撞击坑，约形成于45.5-39.2亿年前的前酒海纪，直径524.23多公里，位于直径2400公里的南极-艾托肯盆地东北边缘，其中心月面坐标为35°41′S 151°29′W / 35.69°S 151.48°W。它得名自阿波罗太空计划，1970年被国际天文学联合会批次采纳。
阿波罗环形山没有卫星坑，西侧与200公里的奥本海默环形山相接壤，北面与67公里的巴林杰环形山相重叠；东北坐落了56公里的科雷米诺夫环形山，而安德斯陨石坑则位于它的东南方。
2024年6月2日，中国嫦娥六号探测器于06時23分，着陆于此區的阿波罗环形山，进完成世界首次月球背面采样返回任务。

## 描述
阿波罗环形山是一座双环撞击盆地，外环壁保存完整，直径约有500公里(估计其范围为490公里-540公里)，内环壁不连续(只能看到西侧和东北壁)，直径约为外环的一半，坑壁较地表高出3公里。一些研究人员认为该盆地还有一圈直径约720公里的第三道环。
就像月球上其它的撞击盆地一样，阿波罗环形山非常古老，没有射纹系统和坡壁阶地，部分地表已被熔岩掩没，留下了一个较周边反照率更低的斑块表面，上面布满众多较小的撞击坑和四座被熔岩填塞的月海，其中二座最大的月海分别位于中间和南部，另外二座较小的则位于西部和东南。在阿波罗环形山上空重力加速度降低了0.039伽(厘米/秒²)。
在阿波罗环形山北部的内外环之间坐落着一座直径12公里的同心环陨石坑，西部月海区有一座直径10公里的醒目火山月丘。

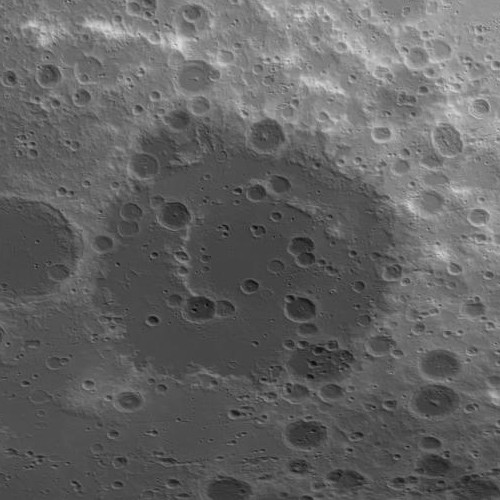
地形图
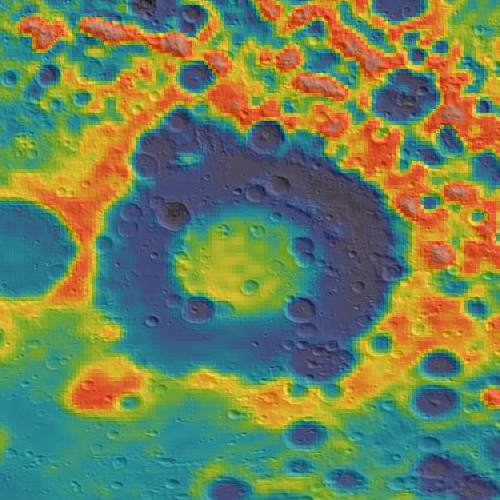
根据圣杯号飞船数据测绘的重力图

## 地质年龄
行星和卫星表面地点的年龄事实上是由所累积的撞击坑数决定的。就阿波罗环形山来说，根据不同估计，其直径20公里以上的撞击坑密度为
119±16座/万公里2(1987年根据照片估测)或151±23座/万公里2（2012年通过月球勘测轨道飞行器发回的测高数据估测），这相当于前酒海纪或可能是月球地质史中的酒海纪（40亿年前）。重叠的陨石坑和其他陨石坑的溅射物都显示出阿波罗环形山比科罗廖夫环形山和赫茨普龙环形山还要古老。
环形山中的月海区则出现较晚，据估计，其年龄属于晚雨海世（36-37亿年前），而另一些估计则为爱拉托逊纪（甚至是10亿年内）。依此，第二种估计可年轻。对南部月海区的撞击坑数计算，其年龄为24亿年；北部显示的撞击坑尺寸与数量关系较为异常，这种情况可解释为形成于35亿年前的撞击坑，在25亿年前被熔岩再次覆盖。这次的熔岩层厚度不超过数十米，凡坑壁较高的撞击坑（陨坑直径超过数百米）仍保持完整，但较小的撞击坑则被夷为平地。

## 内部陨石坑
阿波罗环形山内有几座以已故美国航空航天局成员名字命名的陨石坑。
为纪念在人类太空探索事业中付出了生命的美国宇航员，阿波罗环形山内及附近的几座陨石坑被以他们的名字命名。主要有1986年挑战者号航天飞机和2003年哥伦比亚号航天飞机失事中遇难的全体成员，以及1967年阿波罗1号地面测试中死于火灾事故的三名宇航员。
1970年命名了怀特陨石坑、查菲环形山和格里索姆环形山，它们是阿波罗1号全体成员爱德华·怀特、罗杰·查菲和维吉尔·格里森的名字。
1988年命名了贾维斯陨石坑、麦克内尔陨石坑、麦考利夫陨石坑、鬼冢承次陨石坑、蕾斯尼克陨石坑、斯科比陨石坑和史密斯陨石坑，他们是在挑战者号航天飞机最后一次飞行中全体罹难航天员的名字：格里高利·贾维斯、罗纳德·麦克内尔、克里斯塔·麦考利夫（Christa McAuliffe）、鬼塚承次、朱迪斯·蕾斯尼克、迪克·斯科比和迈克尔·约翰·史密斯。
2006年命名的陨石坑有：迈·安德森陨石坑、大卫·布朗陨石坑、劳·克拉克陨石坑、麦库尔陨石坑、拉蒙陨石坑、赫斯本德陨石坑、乔娜陨石坑。他们是在哥伦比亚号航天飞机事故中蒙难的全体成员名字：迈克尔·安德森、大卫·布朗、劳雷尔·克拉克、威廉·麦库尔、伊兰·拉蒙、里克·赫斯本德和卡尔帕娜·乔拉。其中“安德森”、“布朗”和“克拉克”三座陨坑的名字前添加了该宇航员姓氏的首字母，以便与月球上已存在的同名陨坑相区别。

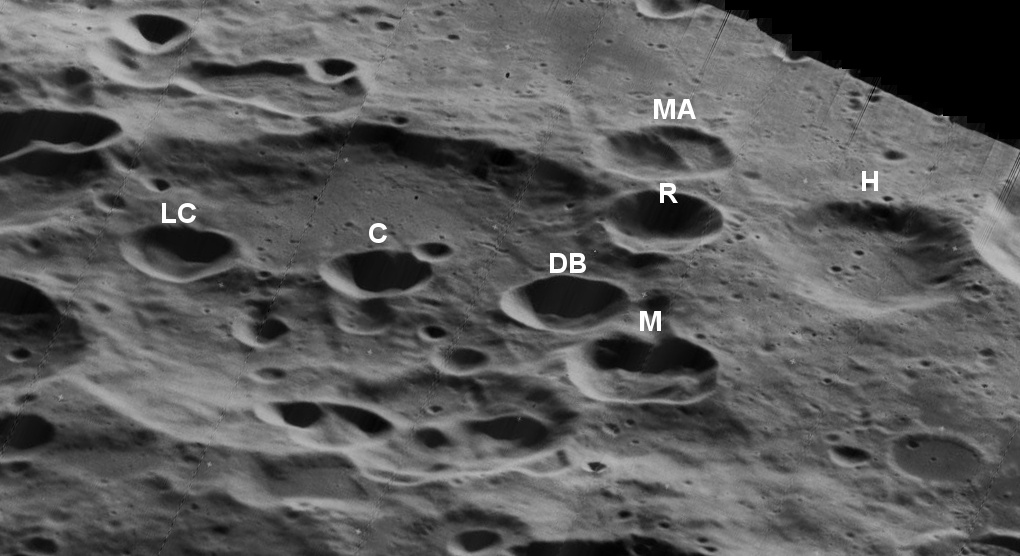
劳·克拉克(LC)、乔娜(C)、大卫·布朗(DB)、迈·安德森(MA)、麦库尔(M)、拉蒙(R)和赫斯本德(H)，月球轨道器5号拍摄图像。

另外，在阿波罗环形山内还有三座陨石坑是以在世的阿波罗8号飞船成员：吉姆·洛弗尔、威廉·安德斯和弗兰克·博尔曼的名字命名。他们是首批完成绕月飞行的宇航员。到1970年美国和苏联已各有6名宇航员的名字被永久地镌刻在月球地图上。在那里，还有一座不同命名来源的陨石坑，依据以科学家来命名撞击坑的标准做法，用美国航空航天局代理署长、航空科学家休·拉蒂默·德莱顿（Hugh Latimer Dryden）之名命名了德赖登陨石坑。
德赖登陨石坑紧靠内环外沿的西北偏西处；相同大小的查菲环形山横跨在内环西南段；外环西南部是博尔曼环形山；
内环里面有蕾斯尼克陨石坑；麦考利夫陨石坑、鬼冢承次陨石坑和相重叠的贾维斯-麦克内尔陨石坑；史密斯陨石坑则在坐落在内环北麓上。
一些陨石坑的名字也转予另一些靠近的更小撞击坑（卫星坑等），例如：安德斯陨石坑旁的“安德斯 D”、“安德斯 G”和“安德斯 X”；博尔曼环形山旁的“博尔曼 V”；怀特陨石坑旁的“怀特 W”；格里索姆环形山旁的“格里索姆 K”和“格里索姆 M”；德赖登陨石坑旁的“德赖登 S”、“德赖登 T”和“德赖登 W”；洛弗尔陨石坑旁的“洛弗尔 F”和“洛弗尔 R”；查菲环形山旁的“查菲 F”、“查菲 S”和“查菲 W”；部分伴坑后来被更名，如博尔曼环形山的6座伴坑，有5座已改为离世宇航员的名字。
| 拉丁名      | 中文名    | 批准年份 | 月面坐标                            | 直径 (公里) | 命名来源           | 备注                   |
| ----------- | --------- | -------- | ----------------------------------- | ----------- | ------------------ | ---------------------- |
| Anderʂ      | 安德斯    | 1970     | 41°19′S 143°18′W / 41.31°S 143.30°W | 41          | 威廉·安德斯        | 阿波罗8号机组成员      |
| Borman      | 博尔曼    | 1970     | 39°04′S 148°15′W / 39.06°S 148.25°W | 51          | 弗兰克·博尔曼      | 阿波罗8号机组成员      |
| Lovell      | 洛弗尔    | 1970     | 36°44′S 142°28′W / 36.74°S 142.47°W | 35          | 吉姆·洛弗尔        | 阿波罗8号机组成员      |
| Chaffee     | 查菲      | 1970     | 39°04′S 154°38′W / 39.06°S 154.63°W | 52          | 罗杰·查菲          | 阿波罗1号机组成员      |
| Grissom     | 格里索姆  | 1970     | 46°55′S 147°59′W / 46.92°S 147.98°W | 60          | 维吉尔·格里索姆    | 阿波罗1号机组成员      |
| White       | 怀特      | 1970     | 44°48′S 159°02′W / 44.80°S 159.04°W | 42          | 爱德华·怀特        | 阿波罗1号机组成员      |
| Jarvis      | 贾维斯    | 1988     | 35°08′S 148°13′W / 35.13°S 148.21°W | 41          | 格里高利·贾维斯    | 挑战者号航天飞机成员   |
| McNair      | 麦克内尔  | 1988     | 35°56′S 147°57′W / 35.93°S 147.95°W | 32          | 罗纳德·麦克内尔    | 挑战者号航天飞机成员   |
| McAuliffe   | 麦考利夫  | 1988     | 33°14′S 149°46′W / 33.24°S 149.77°W | 19          | 克里斯塔·麦考利夫  | 挑战者号航天飞机成员   |
| Onizuka     | 鬼冢承次  | 1988     | 36°23′S 149°47′W / 36.38°S 149.79°W | 27          | 鬼塚承次           | 挑战者号航天飞机成员   |
| Resnik      | 蕾斯尼克  | 1988     | 34°09′S 150°50′W / 34.15°S 150.84°W | 22          | 朱迪斯·蕾斯尼克    | 挑战者号航天飞机成员   |
| Scobee      | 斯科比    | 1988     | 31°22′S 149°38′W / 31.36°S 149.64°W | 42          | 迪克·斯科比        | 挑战者号航天飞机成员   |
| Smith       | 史密斯    | 1988     | 31°47′S 151°01′W / 31.79°S 151.01°W | 33          | 迈克尔·约翰·史密斯 | 挑战者号航天飞机成员   |
| M. Anderson | 迈·安德森 | 2006     | 41°13′S 148°59′W / 41.21°S 148.99°W | 17          | 迈克尔·安德森      | 哥伦比亚号航天飞机成员 |
| D. Brown    | 大卫·布朗 | 2006     | 41°39′S 147°10′W / 41.65°S 147.16°W | 16          | 大卫·布朗          | 哥伦比亚号航天飞机成员 |
| Chawla      | 乔娜      | 2006     | 42°29′S 147°29′W / 42.48°S 147.49°W | 14          | 卡尔帕娜·乔拉      | 哥伦比亚号航天飞机成员 |
| L. Clark    | 劳·克拉克 | 2006     | 43°20′S 147°42′W / 43.34°S 147.70°W | 15          | 劳雷尔·克拉克      | 哥伦比亚号航天飞机成员 |
| Husband     | 赫斯本德  | 2006     | 40°19′S 147°50′W / 40.32°S 147.84°W | 31          | 里克·赫斯本德      | 哥伦比亚号航天飞机成员 |
| McCool      | 麦库尔    | 2006     | 41°17′S 146°16′W / 41.28°S 146.26°W | 20          | 威廉·麦库尔        | 哥伦比亚号航天飞机成员 |
| Ramon       | 拉蒙      | 2006     | 41°14′S 148°05′W / 41.23°S 148.08°W | 17          | 伊兰·拉蒙          | 哥伦比亚号航天飞机成员 |